# Hubina
Hubina is een Slowaakse gemeente in de regio Trnava, en maakt deel uit van het district Piešťany.
Hubina telt 480 inwoners.